# Mansidão
Mansidão là một đô thị thuộc bang Bahia, Brasil. Đô thị này có diện tích 3142,825 km², dân số năm 2007 là 11597 người, mật độ 3,7 người/km².